# Herbita quinquemaculata
Herbita quinquemaculata är en fjärilsart som beskrevs av Paul Dognin 1910. Herbita quinquemaculata ingår i släktet Herbita och familjen mätare. Inga underarter finns listade i Catalogue of Life.